# تريب
تريب (داكوتا الجنوبية) (بالإنجليزية: Tripp, South Dakota)‏ هي مدينة تقع في الولايات المتحدة في مقاطعة هوتشينسون، داكوتا الجنوبية. يقدر عدد سكانها بـ 647 نسمة ومساحتها 1.53 كم2 وترتفع عن سطح البحر 475 متر.

## التركيبة السكانية
قام مكتب تعداد الولايات المتحدة بتحديد بيانات التركيبة السكانية لتريبفي تعداد الولايات المتحدة. في ما يلي، التركيبة السكانية حسب تعدادي 2000 و2010.

### تعداد عام 2000
بلغ عدد سكان تريب 711 نسمة بحسب تعداد عام 2000، وبلغ عدد الأسر 321 أسرة وعدد العائلات 183 عائلة مقيمة في المدينة.
وتوزع التركيب العرقي للمدينة بنسبة 98.73% من البيض و 0.42% من الأمريكيين الأصليين و 0.28% من الأمريكيين ذوي الأصول الآسيوية و 0.56% من عرقين مختلطين أو أكثر.
بلغ عدد الأسر 321 أسرة كانت نسبة 21.2% منها لديها أطفال تحت سن الثامنة عشر تعيش معهم، وبلغت نسبة الأزواج القاطنين مع بعضهم البعض 48.9% من أصل المجموع الكلي للأسر، ونسبة 6.2% من الأسر كان لديها معيلات من الإناث دون وجود شريك، وكانت نسبة 42.7% من غير العائلات. تألفت نسبة 39.3% من أصل جميع الأسر من أفراد ونسبة 24.3% كانوا يعيش معهم شخص وحيد يبلغ من العمر 65 عاماً فما فوق. وبلغ متوسط حجم الأسرة المعيشية 2.68، أما متوسط حجم العائلات فبلغ 2.02.
بلغ العمر الوسطي للسكان 54 عاماً. وكانت نسبة 17.4% من القاطنين تحت سن الثامنة عشر، وكانت نسبة 3.9% بين الثامنة عشر والأربعة وعشرون عاماً، ونسبة 19.4% كانت واقعةً في الفئة العمرية ما بين الخامسة والعشرون حتى والأربعة وأربعون عاماً، ونسبة 20.1% كانت ما بين الخامسة والأربعون حتى الرابعة والستون، ونسبة 39.1% كانت ضمن فئة الخامسة والستون عاماً فما فوق. يوجد لكل 100 أنثى 78.6 ذكر، ويوجد لكل 100 أنثى في الثامنة عشر من عمرها فما فوق 76.8 ذكر.
بلغ متوسط دخل الأسرة في المدينة 24,609 دولار، أما متوسط دخل العائلة فبلغ 34,531 دولار. وكان متوسط دخل الذكور 26,500 دولار مقابل 16,397 دولار للإناث. وسجل دخل الفرد الخاص بالمدينة 16,231 دولار. وكانت نسبة 13.7% من العائلات ونسبة 18.6% من السكان تحت خط الفقر، وكان من هؤلاء نسبة 28.6% تحت سن الثامنة عشر ونسبة 14.3% في الخامسة والستين من العمر وما فوق.

### تعداد عام 2010
بلغ عدد سكان تريب 647 نسمة بحسب تعداد عام 2010، وبلغ عدد الأسر 290 أسرة وعدد العائلات 167 عائلة مقيمة في المدينة. في حين سجلت الكثافة السكانية 1,096.6 نسمة لكل ميل مربع (423.4/كم2). وبلغ عدد الوحدات السكنية 360 وحدة بمتوسط كثافة قدره 610.2 لكل ميل مربع (235.6/كم2).
وتوزع التركيب العرقي للمدينة بنسبة 98.5% من البيض و 0.6% من الأمريكيين الأصليين و 0.2% من الأمريكيين ذوي الأصول الآسيوية و 0.6% من عرقين مختلطين أو أكثر.
بلغ عدد الأسر 290 أسرة كانت نسبة 19.7% منها لديها أطفال تحت سن الثامنة عشر تعيش معهم، وبلغت نسبة الأزواج القاطنين مع بعضهم البعض 46.2% من أصل المجموع الكلي للأسر، ونسبة 5.5% من الأسر كان لديها معيلات من الإناث دون وجود شريك، بينما كانت نسبة 5.9% من الأسر لديها معيلون من الذكور دون وجود شريكة وكانت نسبة 42.4% من غير العائلات. تألفت نسبة 38.6% من أصل جميع الأسر من أفراد ونسبة 26.2% كانوا يعيش معهم شخص وحيد يبلغ من العمر 65 عاماً فما فوق. وبلغ متوسط حجم الأسرة المعيشية 2.64، أما متوسط حجم العائلات فبلغ 2.06.
بلغ العمر الوسطي للسكان 55.2 عاماً. وكانت نسبة 16.5% من القاطنين تحت سن الثامنة عشر، وكانت نسبة 3.3% بين الثامنة عشر والأربعة وعشرون عاماً، ونسبة 18.3% كانت واقعةً في الفئة العمرية ما بين الخامسة والعشرون حتى والأربعة وأربعون عاماً، ونسبة 24.8% كانت ما بين الخامسة والأربعون حتى الرابعة والستون، ونسبة 37.2% كانت ضمن فئة الخامسة والستون عاماً فما فوق. وتوزع التركيب الجنسي للسكان بنسبة 48.1% ذكور و51.9% إناث.